# Camberwell
För andra betydelser, se Camberwell (olika betydelser).

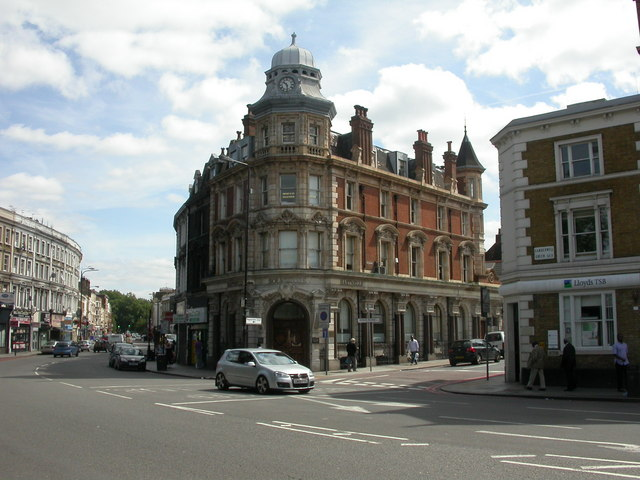
Centrala Camberwell.

Camberwell är en stadsdel, så kallat district i södra London till största del belägen i London Borough of Southwark. En liten del i väst ingår i London Borough of Lambeth.
En stor del av bebyggelsen går i georgiansk stil. I stadsdelen finns Camberwell College of Arts och konstmuseet the South London Gallery.

## Galleri

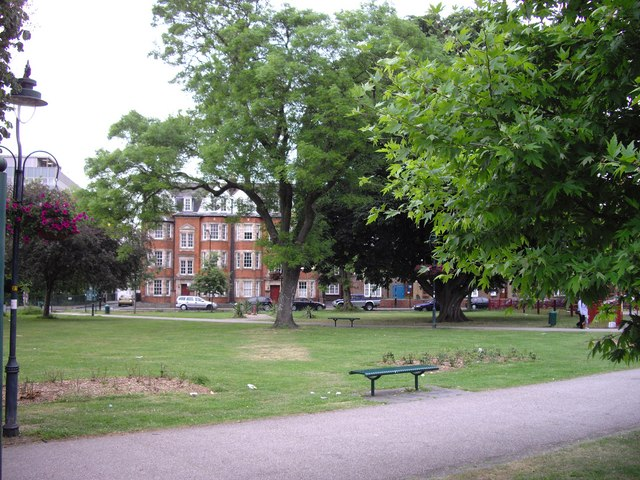
Camberwell Green.
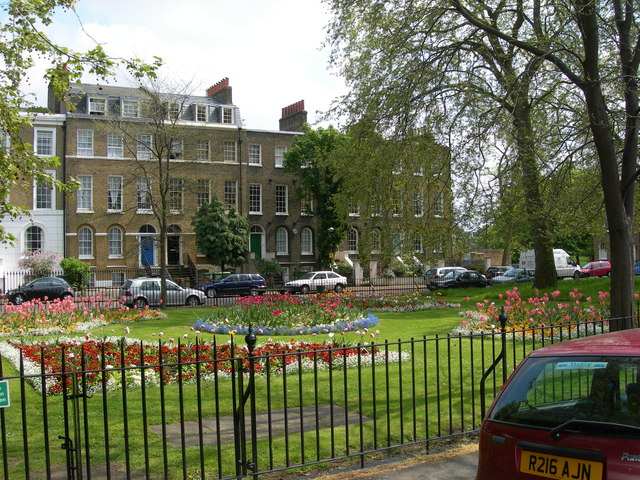
Addington Square.
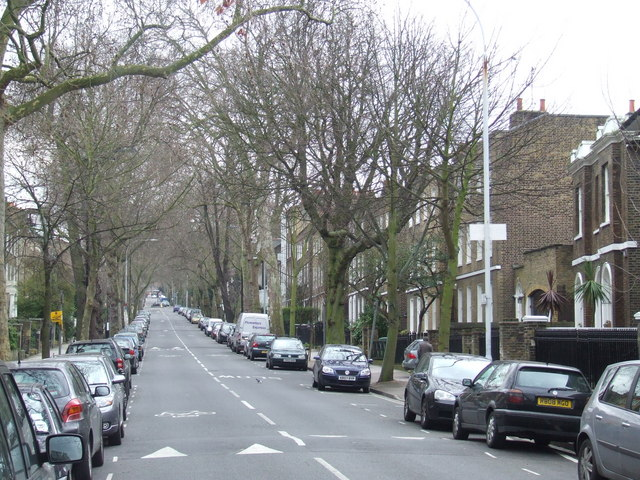
Camberwell Grove.
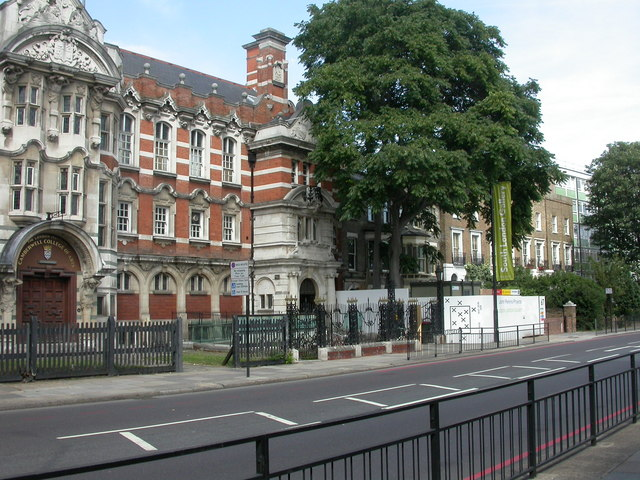
South London Gallery.